# Флаг Светлограда
Флаг муниципального образования город Светлоград Петровского муниципального района Ставропольского края Российской Федерации — опознавательно-правовой знак, служащий официальным символом муниципального образования.
Флаг утверждён 7 сентября 2005 года и внесён в Государственный геральдический регистр Российской Федерации с присвоением регистрационного номера 2537.

## Описание
«Флаг представляет собой светло-синее полотнище с соотношением сторон 2:3 с белой полосой в 1/4 ширины флага от нижней кромки, несущее в себе фигуру герба: золотое солнце, вынесенное в крыж».

## Обоснование символики
Флаг города Светлограда разработан на основе герба, который языком символов и аллегорий отражает культурные, исторические и экономические особенности города Светлограда.
Синий цвет полотнища символизирует воды реки Калаус.
Солнце отражает первую часть названия города «Светло», а белая полоса, символизирующая стену, выражает вторую часть названия города - «град», ещё раз подтверждающий статус города. По мнению Н. А. Охонько белая полоса так же символизирует стену, но отражает то, что город назван в честь апостола Петра (до 1965 город носил название — село Петровское), а имя «Пётр» переводится как «камень»., хотя это утверждение неверно, так как доподлинно известно, что название было дано в честь первопоселенца, крестьянина Петра Писаренко.